# Formarinsee
Der Formarinsee ist ein Hochgebirgssee im Lechquellengebirge im österreichischen Bundesland Vorarlberg. Auf einer Höhe von 1793 m ü. A. liegt der See in unmittelbarer Nähe zur Roten Wand und dem Berg Formaletsch im Gemeindegebiet von Dalaas. 
Der See bildet sich jedes Jahr von Neuem aus Schmelzwasser. Sein Abfluss unterläuft unterirdisch – unter der Roten Wand – die europäische Wasserscheide.
Ganz in der Nähe des Sees entspringt der Formarinbach, einer der beiden Quellflüsse des Lechs. Obwohl eine Namensgleichheit zwischen dem Bach und dem See besteht, entspringt ersterer nicht dem Formarinsee. Nördlich des Sees liegt die Formarinalpe, südlich des Gewässers die Freiburger Hütte, von wo aus ein anspruchsvoller, ausgesetzte Kletterei verlangender Steig auf die Rote Wand führt.
Im Rahmen der ORF-TV-Sendung 9 Plätze – 9 Schätze wurde der Formarinsee mit der Roten Wand – 2 km nördlich des Sees – am 24. Oktober 2015 zum schönsten Platz Österreichs gewählt. Im Jahr zuvor wurde ebenfalls ein Schmelzwassersee gewählt, der Grüne See in Tragöß in der Steiermark.

## Fotogalerie

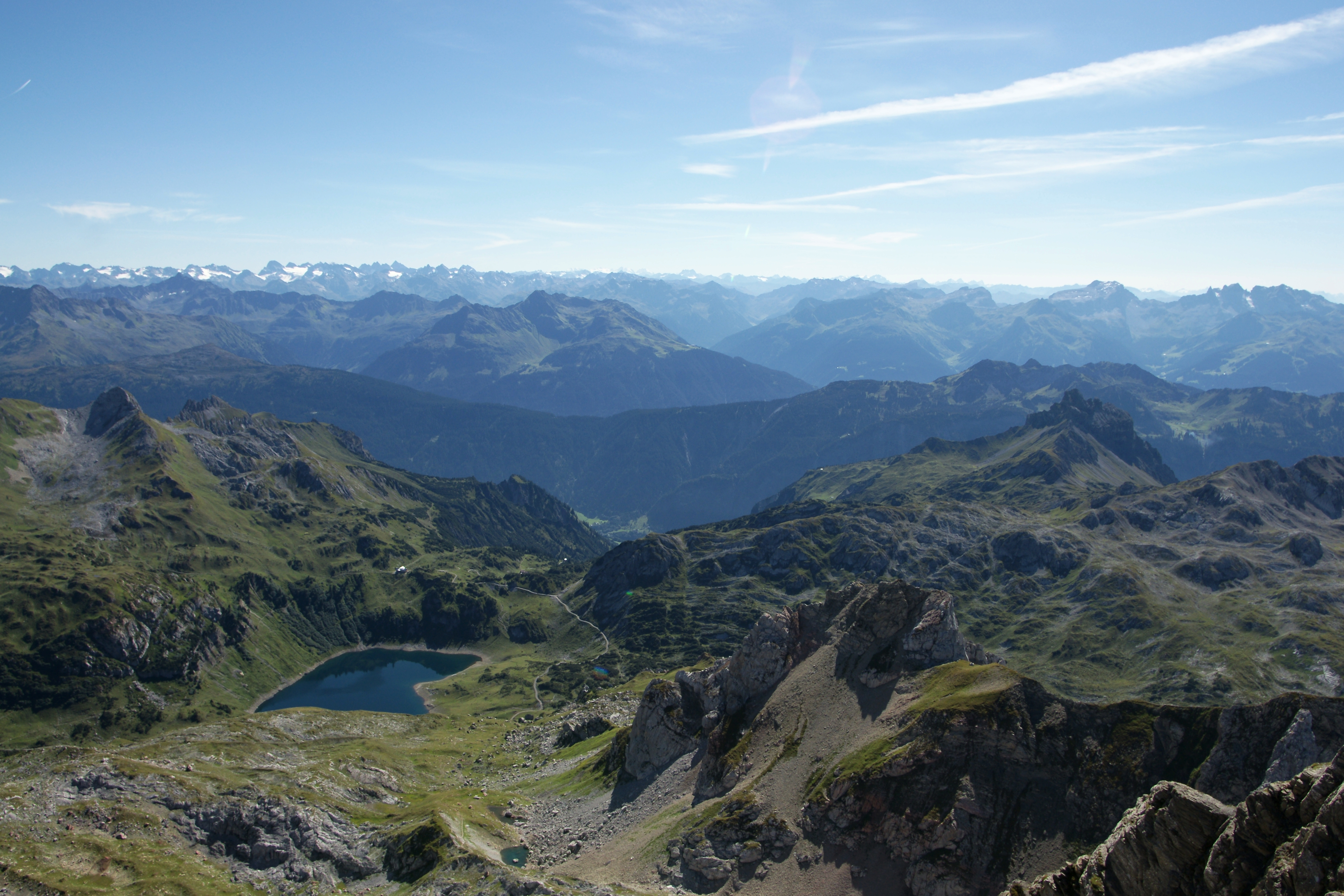
Der Formarinsee fotografiert von der Roten Wand aus
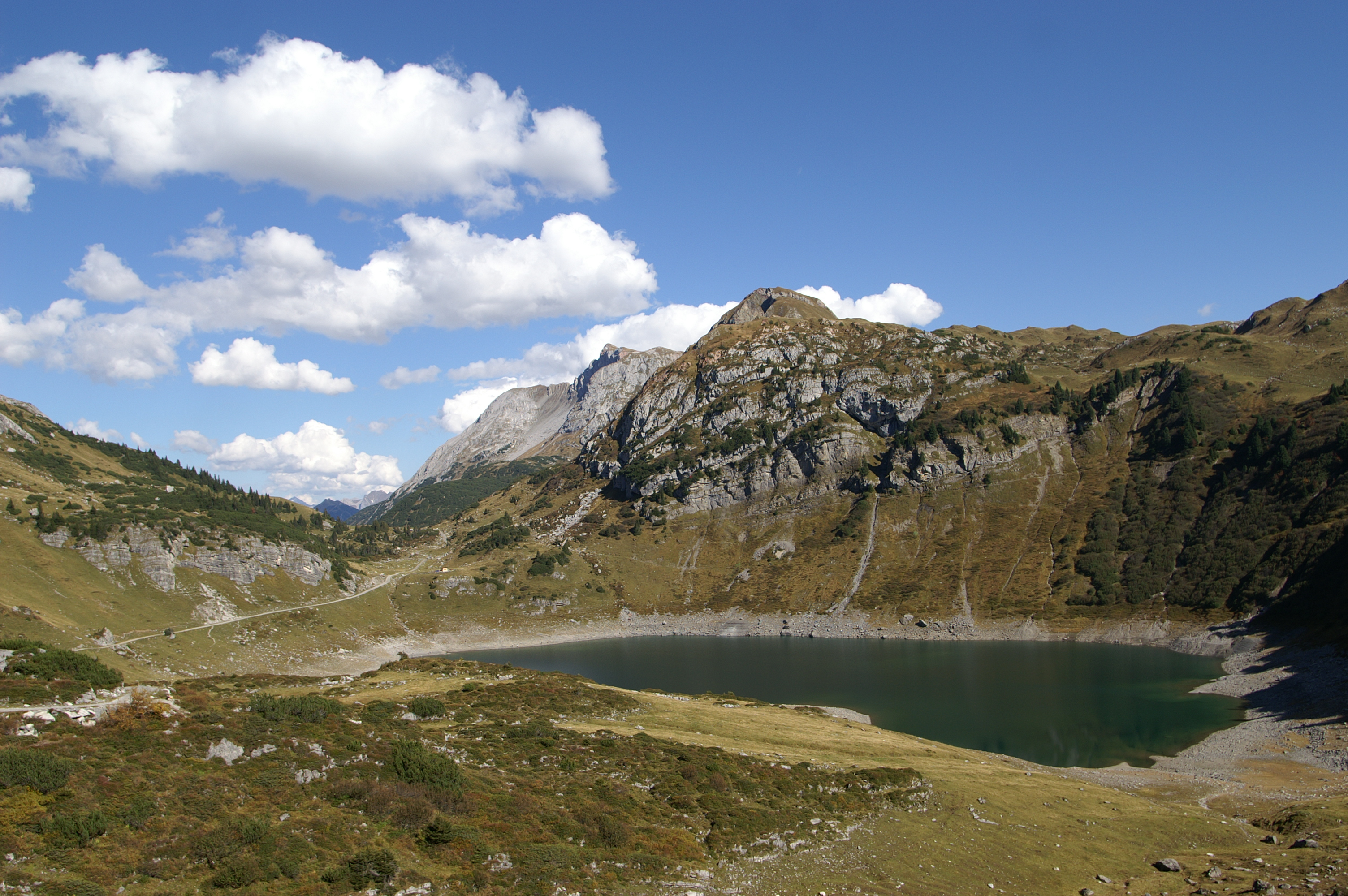
Formarinsee mit dem Berg Formaletsch (1,5 km östlich des Sees) im Hintergrund
Wanderweg entlang des Formarinsees